# Hernando de Soto
Hernando de Soto (* 1496 eller 1500 i Barcarrota eller Jerez de los Caballeros, Extremadura; † 21. maj 1542 sandsynligvis ved Mississippi floden) var en spansk søfarer og conquistador. Han bidrog til erobringen af Panama 1514-19 og Nicaragua 1519-24, og erobrede sammen med Francisco Pizarro Peru 1532-35. Han blev derefter udnævnt til guvernør over Florida (1539) og ledede derfra den største ekspedition i det 16. århundrede gennem den sydlige del af hvad der i dag er USA. Under denne ekspedition døde han på bredden af Mississippi.
- Wikimedia Commons har flere filer relateret til Hernando de Soto